# Solanum dulcamara
Solanum dulcamara, é uma espécie de videira de batata do gênero Solanum, da família Solanaceae. É nativa da Europa e Ásia, e é amplamente naturalizadas em outros lugares, incluindo América do Norte, onde é uma espécie invasora de erva daninha.
Colares dos frutos da dulcamara entrelaçados com fibras de folha de tamareira foram encontrados na tumba de Tutankamon.